# 사토 헤이시치
사토 헤이시치(일본어: 佐藤 平七, 1917년 7월 15일 ~ 2007년 9월 4일)는 일본의 전 프로 야구 선수이다. 홋카이도 하코다테시 출신이며 현역 시절 포지션은 투수였다.

## 인물
출신지 홋카이도에서 효고현의 이쿠에이 상업학교로 야구 유학갔다. 1935년 이 학교가 선발 대회(제12회 선발 중등학교 야구 대회)에 처음 출전했을 때의 에이스로 활약하여 그해 하계 대회에서 준우승을 이끌었다. 그 후 호세이 대학, 하코다테 오션을 거쳐 전쟁 이후인 1950년에 창단한 퍼시픽 리그 구단 마이니치 오리온스에 입단했다. 그 해에 시즌 9승을 올려 팀을 퍼시픽 리그 첫 우승에 기여했고 같은 해 제1회 일본 시리즈에서는 3차전에 선발 등판했다. 1951년에도 9승을 올렸고 이 해부터 시작된 올스타전에 출전했다.
1953년 한큐 브레이브스로 이적하여 2년 간 활약했고 1954년을 끝으로 현역에서 은퇴했다. 2007년 9월 4일에 향년 90세의 일기로 사망했다.

## 상세 정보

### 출신 학교
- 이쿠에이 상업학교
- 호세이 대학

### 선수 경력
- 하코다테 오션
- 마이니치 오리온스(1950년 ~ 1952년)
- 한큐 브레이브스(1953년 ~ 1954년)

### 개인 기록
- 올스타전 출장 : 1회(1951년)

### 등번호
- 1(1950년 ~ 1952년)
- 23(1953년 ~ 1954년)

### 연도별 투수 성적
| 연 도      | 소 속      | 등 판 | 선 발 | 완 투 | 완 봉 | 무 4 구 | 승 리 | 패 전 | 세 이 브 | 홀 드 | 승 률 | 타 자 | 이 닝 | 피 안 타 | 피 홈 런 | 볼 넷 | 고 4 | 몸 맞 | 탈 삼 진 | 폭 투 | 보 크 | 실 점 | 자 책 점 | 평 자 책 | W H I P |
| ---------- | ---------- | ----- | ----- | ----- | ----- | ------- | ----- | ----- | -------- | ----- | ----- | ----- | ----- | -------- | -------- | ----- | ---- | ----- | -------- | ----- | ----- | ----- | -------- | -------- | ------- |
| 1950년     | 마이니치   | 29    | 22    | 4     | 1     | 0       | 9     | 4     | --       | --    | .692  | 594   | 138.2 | 134      | 9        | 58    | --   | 4     | 61       | 1     | 1     | 76    | 63       | 4.08     | 1.38    |
| 1951년     | 마이니치   | 25    | 20    | 4     | 1     | 0       | 9     | 5     | --       | --    | .643  | 602   | 141.0 | 153      | 12       | 39    | --   | 3     | 49       | 1     | 0     | 71    | 52       | 3.32     | 1.36    |
| 1952년     | 마이니치   | 2     | 0     | 0     | 0     | 0       | 0     | 0     | --       | --    | ----  | 23    | 3.2   | 9        | 1        | 5     | --   | 0     | 0        | 0     | 0     | 6     | 6        | 13.50    | 3.82    |
| 1953년     | 한큐       | 22    | 6     | 3     | 0     | 2       | 4     | 4     | --       | --    | .500  | 321   | 75.0  | 74       | 1        | 25    | --   | 2     | 28       | 2     | 0     | 29    | 20       | 2.40     | 1.32    |
| 1954년     | 한큐       | 9     | 5     | 0     | 0     | 0       | 2     | 2     | --       | --    | .500  | 92    | 22.0  | 25       | 3        | 8     | --   | 0     | 8        | 0     | 0     | 13    | 10       | 4.09     | 1.50    |
| 통산 : 5년 | 통산 : 5년 | 87    | 53    | 11    | 2     | 2       | 24    | 15    | --       | --    | .615  | 1632  | 380.1 | 395      | 26       | 135   | --   | 9     | 146      | 4     | 1     | 195   | 151      | 3.57     | 1.39    |